# Ivana Milankov
Ivana Milankov (Beograd, 24. mart 1952) srpska je naučnica.

## Biografija
Završila je osnovnu školu u Beogradu (1959—1967), gimnaziju (1967—1971), Filološki fakultet — engleski jezik (1971—1976) i Prirodno-matematički fakultet — fizika (1971—1973).
Radila je kao profesor u Srednjoj zubotehničkoj školi i u Osnovnoj skoli „Moša Pijade” u Beogradu. Volela je da putuje. Putovala je u Italiju, Australiju, Mađarsku, Švajcarsku, Francusku, Veliku Britaniju, Grčku i Holandiju. Govori engleski i nemački, a služi se ruskim. Otac joj se zvao Momčilo Milankov, a majka Branka Milankov. Dobitnik je Majske nagrade za poeziju (1976).

## Dela
1. Strah, ćutanje i mostovi u delima Ive Andrića (1975) — njeno prvo delo
2. Vidici (1977)
3. Alisa sa one strane ogledala i šta je tamo doživela (1976)
4. Anatomija vančulnih ptica
5. Relationes (1979)
6. Student (1979)

## Bibliografija
- Međuprostori, pesme, BG 1982
- Put do glave pesme, BG 1985

- Prevodi: sa engleskog: L. Kerol Alisa sa one strane ogledala i šta je tamo doživela, BG 1979

## Literatura
- B. Jevtovic: San kao civilizator (Vavilonski praznici), Književne novine, 15. novembar 1987.
- M. Dan: Anatomija vančulnih ptica (Vavilonski praznici), LMS CLIV, 441, 1988, 488—490.